# Блинов, Виктор Иванович
Ви́ктор Ива́нович Блино́в (19 ноября 1950, Москва — 10 февраля 2017, Пальмира) — советский и российский сотрудник спецслужб, подполковник, сотрудник специального подразделения «Альфа» КГБ СССР (ФСБ РФ).

## Биография
Родился в семье фронтовика-артиллериста.
Во время срочной службы в Советской армии служил артиллеристом, затем устроился на завод ЗиЛ.
Собирался стать военным переводчиком, изучил немецкий язык практически в совершенстве. В июне 1978 года он был зачислен в группу «А» Седьмого управления КГБ СССР.
В декабре 1979 года находился в составе группы «Альфа», которая на базе ВВС Баграм под Кабулом в условиях строжайшей секретности охраняла будущих руководителей Афганистана — Бабрака Кармаля и его сторонников.
В конце декабря того же года в составе группы десантников участвовал в захвате штаба афганских ВВС. Штаб был взят без единого выстрела.
После Афганистана участвовал во многих операциях по освобождению заложников и нейтрализации особо опасных преступников. Именно он в сентябре 1986 года уничтожил во время штурма одного из террористов (Мацнева) и раздробил ногу второму (Ягмурджи), захвативших в Уфе пассажирский самолёт.
В июне 1995 года первым пошёл на штурм больницы в Будённовске, захваченный террористами банды Басаева, и первым дошёл до окон первого этажа, несмотря на то, что его бронежилет был посечён во многих местах осколками гранат.
В 1999 году уволился с должности старшего консультанта штаба Управления «А» Центра специального назначения ФСБ России.
Участник боевых действий в Сирии в составе ЧВК «Вагнер». Погиб 10 февраля 2017 года во время второго штурма Пальмиры.

### Смерть
Согласно рассказа его непосредственного командира, гибель Виктора Блинова произошла при следующих обстоятельствах:
В одном из боев у меня погиб человек, которого за сутки до штурма ко мне привели во взвод. Потом мне он покоя не давал все время. Что он, кто такой, откуда взялся? Как командир я знал его фамилию, имя, отчество. И когда я в интернете потом начал смотреть, я реально охренел. Это был Блинов Виктор Иванович – легендарная личность еще с Советского Союза. Был в «Альфе», штурмовал дворец Амина, в очень многих горячих точках участвовал.
Как потом я понял, дед пришел умереть в бою, как настоящий воин. У него уже была четвертая стадия рака. А в Москве у него было все замечательно. Я с ним беседовал ночью перед штурмом. Он сказал, типа, его внуки задолбали. Но, как по мне, он просто пришел умереть по-мужски. Когда мы дошли до рубежа обороны террористов и пошли в атаку, первоначально я не видел за горой, что происходило со взводом Карабина и Зомби.
– Какой у него позывной был?
– Берсерк. Это его основной позывной, который у него был еще во время службы в «Альфе».
И ко мне он тоже пришел, представившись Берсерком.
Перешли рубеж, где можно спрятаться и перегруппироваться. Я посмотрел на своих людей – проверить, кто остался, и в этот момент духовский пулемет ранил одного парня в легкое. Парни оказывали ему помощь – и по моей наводке все попытались заткнуть этого пулеметчика. Там до него оставалось метров 100, он поливал нас в открытую. Рус с Калачом вошли слева, Ящур с правой стороны стоял, я по центру с еще одним бойцом. И в этот момент мы уткнулись, и никто дальше не может идти. Хоть и ведем огонь, но никто не попадает по этому пулеметчику. Минуты 3 поливали – никто не попадает. В этот момент дедушка Берсерк вышел сзади меня, говорит: «Дай я попробую». Ну, я как бы просто не подумал, чего он там собирается пробовать. Говорю: «Давай, попробуй».
Он взял гранату и попер на пулеметчика – в полный рост, прямо в открытую на него. Метров, наверное, 30 он не дошел – пулеметчик его скосил. Но своим выходом Берсерк отвлек внимание духа на себя, и в этот момент духа с левого фланга срезал Рус.

Я приказал парням оттащить дедушку Берсерка. У него в руке осталась граната – хоть там уже и было выдернуто кольцо. Он был мертвый, а граната неразорвавшаяся осталась в задеревеневшей руке. Погиб он героически.
Виктор Блинов похоронен на Троекуровском кладбище в Москве.

## Награды и звания
- Орден Красного Знамени
- Орден Красной Звезды
- Орден «За военные заслуги»
- Медаль ордена «За заслуги перед Отечеством» с мечами[1]